# Кальцит

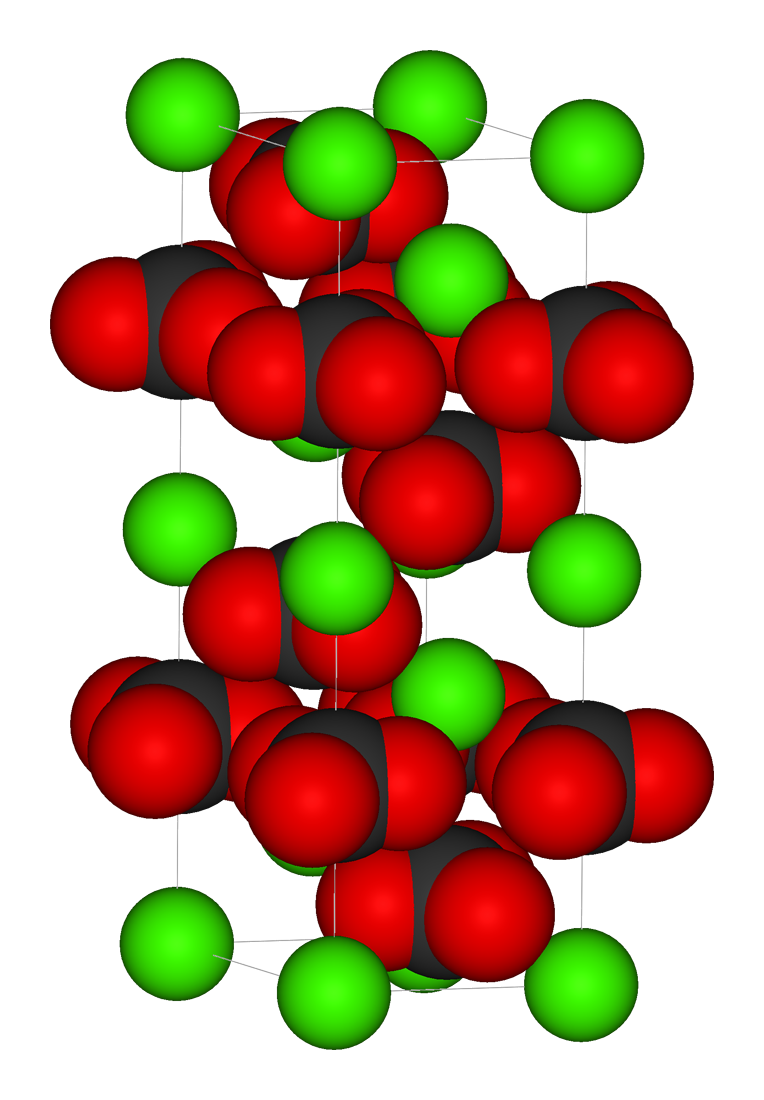
Модель кристалічної ґратки кальциту.
Сірими лініями показано межі одиничної комірки. Зелені кульки — Са, червоні — О, чорні — С

Кальцит (від лат. calx — «вапно») — породотвірний мінерал, карбонат кальцію острівної будови, клас карбонатів з хімічною формулою CaCO3. Один з найпоширеніших на Землі мінералів. Важливий породотвірний мінерал осадових порід (хемогенних і біогенних). Головна складова частина контактово- і регіонально-метаморфізованих вапнякових порід — кристалічних вапняків, мармурів, кальцифірів. Міститься в лужних магматичних гірських породах, в карбонатитах, в гідротермальних утвореннях і серед продуктів повторної мінералізації.
Для кальциту характерна текстура «конус в конус».

## Назва і історія відкриття
Назву запропонував австрійський мінералог Вільгельм Гайдінгер у 1845 році. Як і для хімічного елементу кальцію назва походить від от лат. calx (calcis) — вапно.

## Структура і склад
Хімічна формула СаСО3. Склад у %: СаО — 56,03; СО2 — 47,97.  Домішки: Со, Zn, Sr, Ва, Pb,
Tr. Сингонія тригональна.

## Умови формування
Кальцит — типовий мінерал середньо- і низькотемпературних гідротермальних родовищ. Походження мінералу можливе біогенне, хімічне, гідротермальне, метаморфічне та магматичне. Може виділятися у вигляді зернистих, сталактитоподібних, грудкуватих або землистих агрегатів. Утворюється при екзогенних процесах, відкладається з холодних вод у жилах, жеодах, карстових печерах. Також утворюється внаслідок біохімічних процесів при відмиранні нижчих організмів, які мають скелети з вуглекислого кальцію. Велика кількість кальциту відкладається з гарячих вод у гідротермальних жилах з сульфідами, а також у мигдалинах ефузивних порід разом з цеолітами, халцедоном, кварцом, баритом.

## Використання
Вапняки, які складені переважно кальцитом, широко використовуються у виробництві цементу і вапна, як облицювальний і будівельний матеріал, як флюс в металургії, ісландський шпат — в оптиці.
Основній метод збагачення кальциту — флотація.

## Різновиди
- кальцит-агат (шаруватий агрегат, який складається з халцедону, кварцу і кальциту);
- кальцит атласний (шпат атласний);
- кальцит баріїстий (баритокальцит);
- кальцит волокнистий (тонковолокниста відміна кальциту з шовковистим блиском у вигляді тонких кристалів, які розвиваються по пінакоїду);
- кальцит димчастий (доломіт);
- кальцит доломітовий (кальцит магніїстий);
- кальцит жилкуватий (тонкожилкувата відміна кальциту з перламутровим блиском);
- кальцит залізистий (відміна кальциту, в якій Fe2+ заміщує Са у співвідношенні Fe: Са = 1:4,5);
- кальцит звичайний (кальцит);
- кальцит кобальтистий (відміна кальциту з острова Ельба, що містить до 2 % СоО);
- кальцит конкреційний (кальцит радіально-волокнистої будови з концентричною шаруватістю або смугастістю);
- кальцит кременистий (кальцит піщанистий);
- кальцит магнезіальний (доломіт);
- кальцит магніїстий (відміна кальциту з невеликими домішками магнію);
- кальцит марганцевистий (різновид кальциту, який містить до 16 % Mn);
- кальцит мучний (глиноподібна відміна кальциту, яка складається з окремих дуже дрібних кристалів);
- кальцит піщанистий (пойкілітовий кальцит, кристали якого містять захоплені при їх рості численні зерна кварцу);
- кальцит пластинчастий (відміна кальциту у вигляді пластинок, звичайно сплюснутих);
- кальцит радіїстий (відміна кальциту з незначним вмістом радію);
- кальцит-родохрозит (перша назва мінерального виду, склад і властивості якого змінюються від кальціїстого різновиду (кальциту) до марганцевистого (родохрозиту); друга — суміш кальциту з родохрозитом);
- кальцит свинцевистий (відміна кальциту, яка містить свинець у відношенні Pb: Ca = 1:8,5);
- кальцит свинцево-цинковистий (кальцит зі скарнів родовища Карамазар (Середня Азія), який містить PbO — 0,27÷0,47 % і ZnO — 0,66÷0,88 %);
- кальцит сірчистий (ольдгаміт–сульфід кальцію координаційної будови, CaS, Ca — 55,55; S — 44,45);
- кальцит стронціїстий (відміна кальциту, яка містить до 4 % Sr);
- кальцит цинковистий (відміна кальциту, яка містить до 4 % ZnO);
- кальцит цинковисто-марганцевистий (відміна кальциту, яка містить до 4 % Zn і до 4 % Mn).

## Галерея

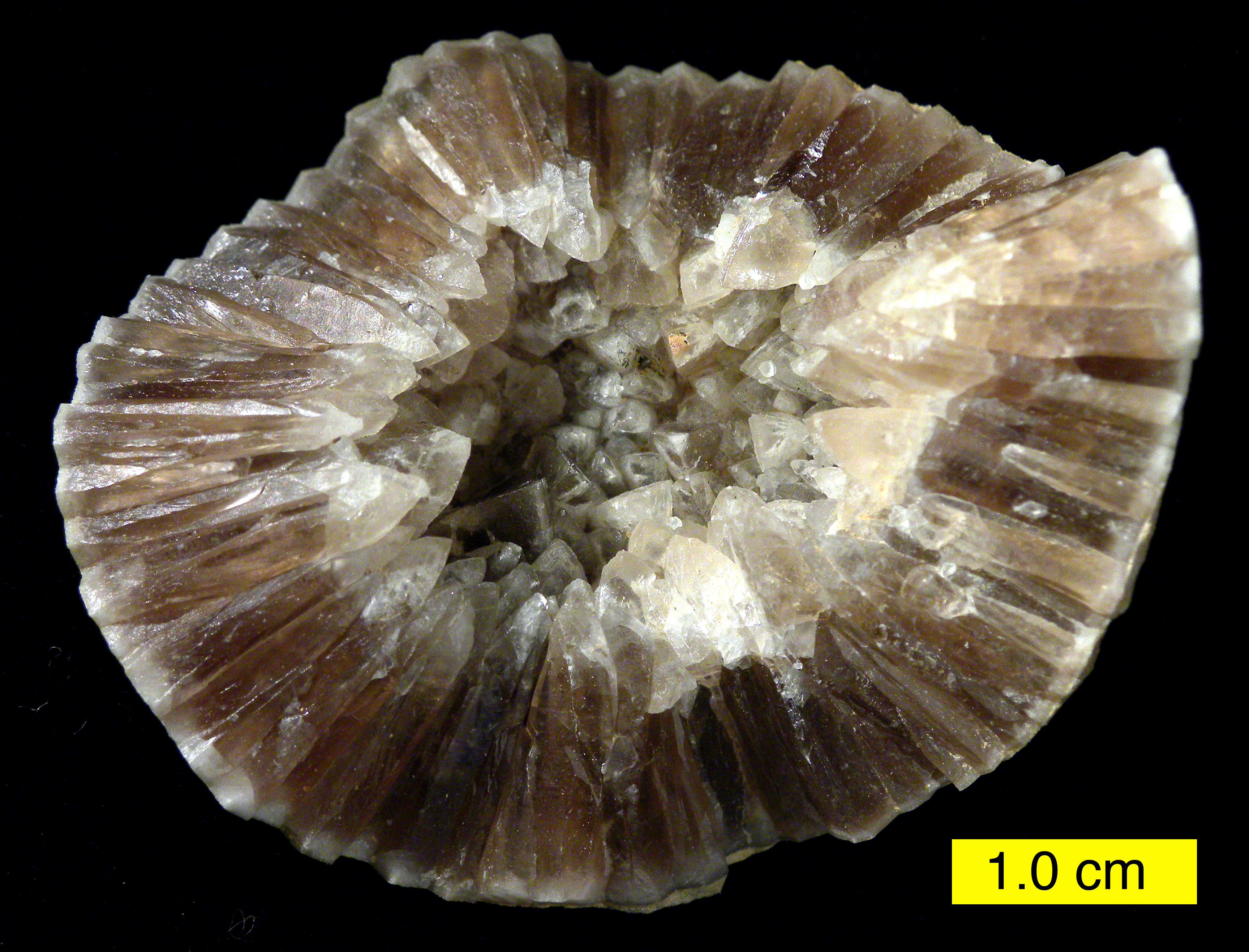
Кристали кальциту всередині цистоида Echinosphaerites aurantium(інші мови) (Середній ордовик(інші мови), північно-східна Естонія).
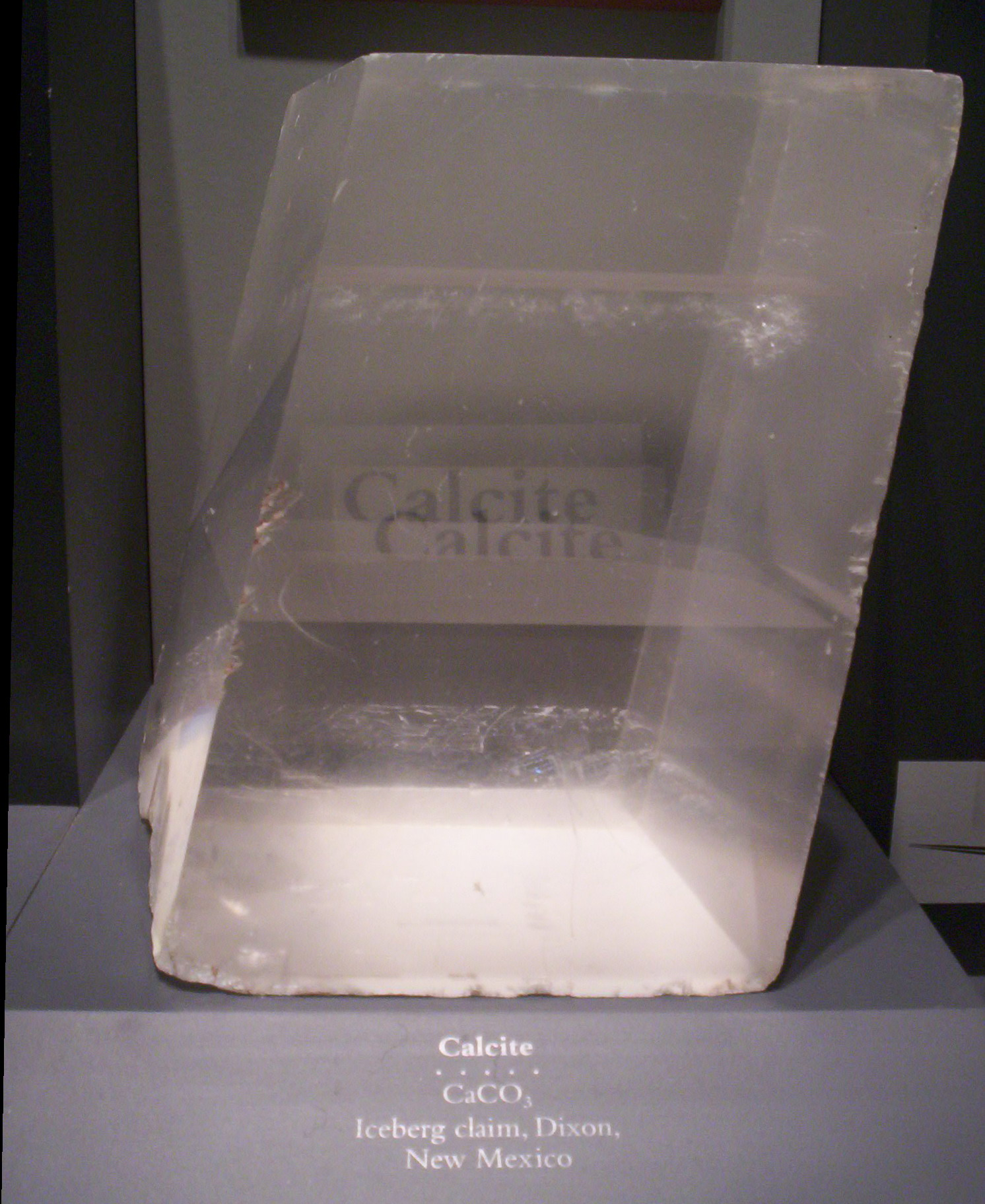
Великий монокристал кальциту з Iceberg claim, Діксон, Нью-Мехіко. Добре видно ефект подвійне променезаломлення.
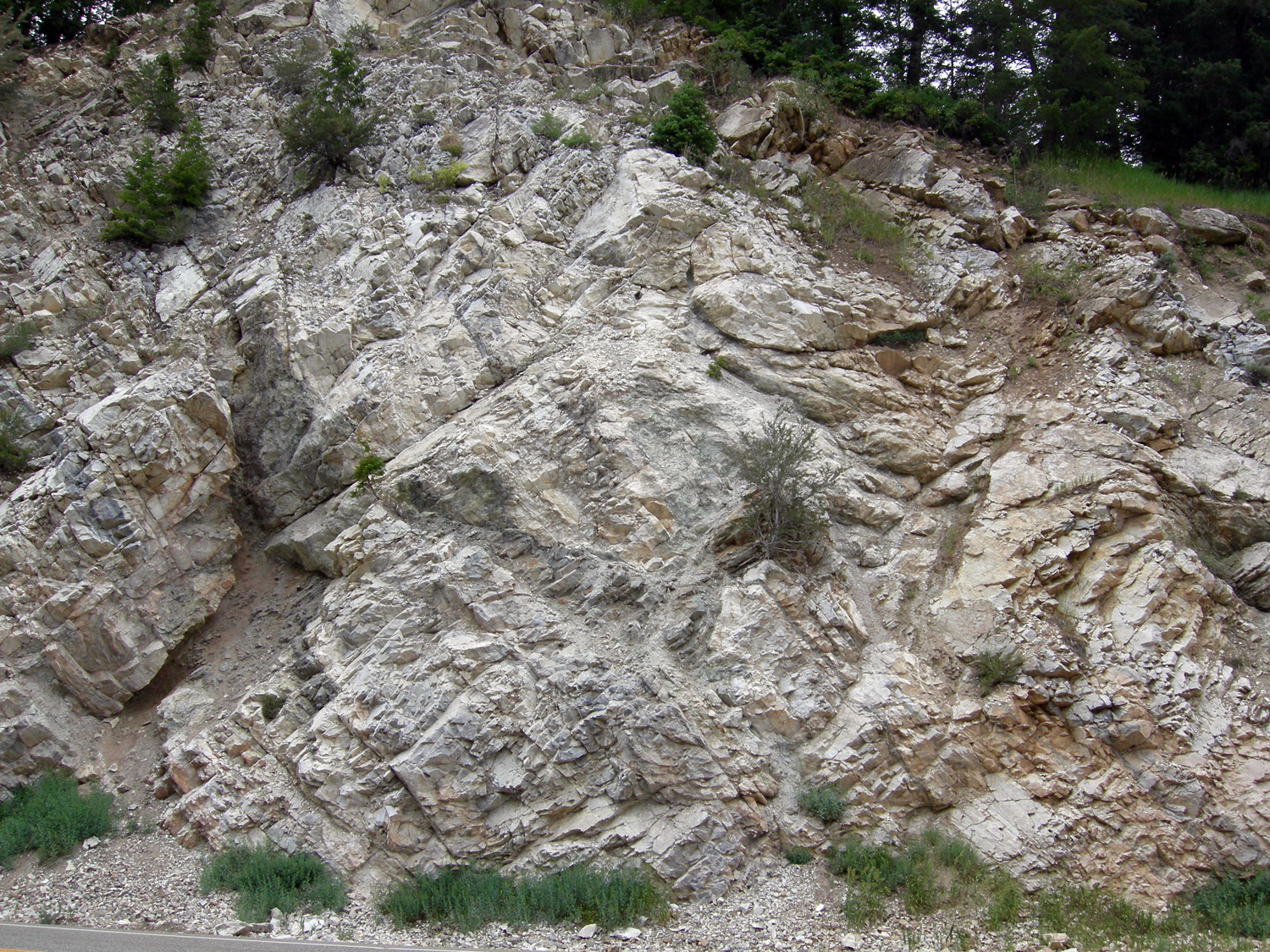
Місісіпський мергель (складений кальцитом) у Big Cottonwood Каньйон, Wasatch Mountains(інші мови), Юта.
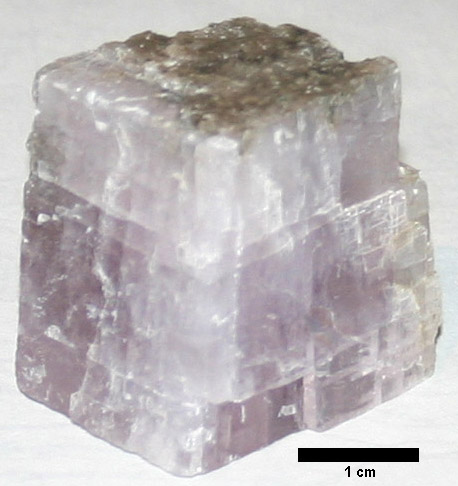
Кальцит, що містить ніобій (який надав йому блакитнуватий колір), Медфорд кар'єр, штат Меріленд.
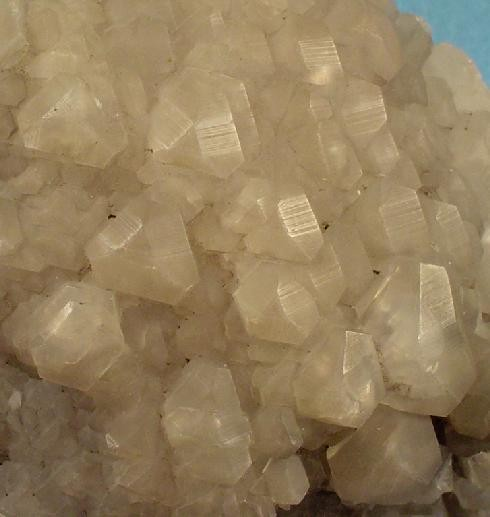
Nailhead spar calcite.
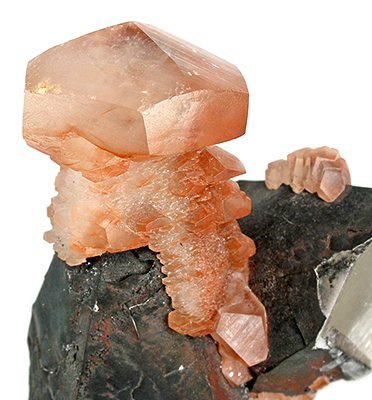
Червонуваті ромбоедричні кристали кальциту з Китаю. Його червоний колір зумовлений присутністю заліза.
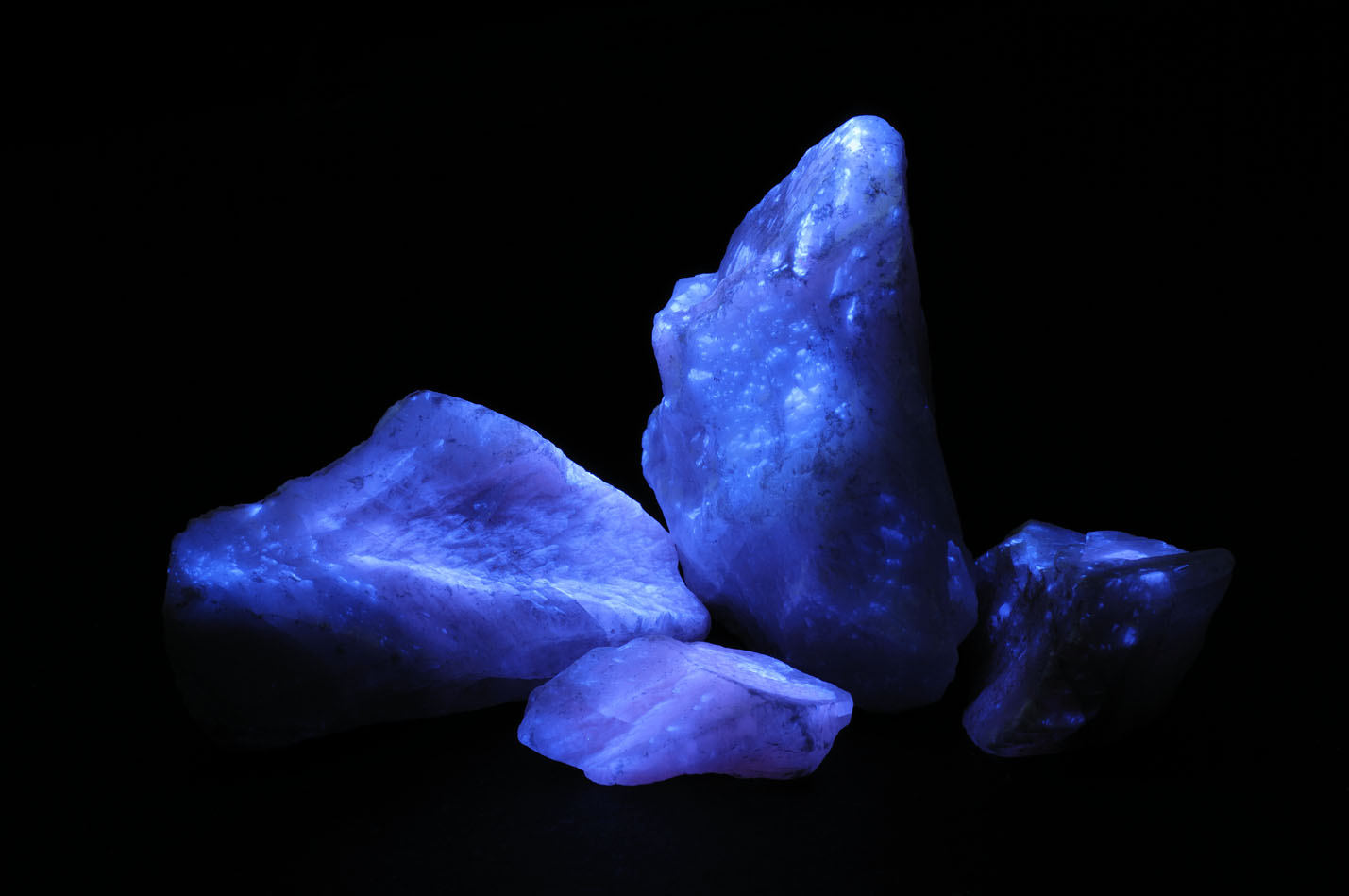
Кальцит флуоресціює синім під коротохвильовим ультрафіолетовим випромінюванням.